# TvOS 12
tvOS 12 è la dodicesima versione del sistema operativo per Apple TV sviluppato dalla Apple Inc. È stata presentata durante la Worldwide Developers Conference del 4 giugno 2018. Lo stesso giorno ne è stata pubblicata la prima beta mentre l'arrivo per il pubblico è avvenuto il 17 settembre.